# Saint-Victor-de-Buthon
Pour les articles homonymes, voir Saint-Victor.
Saint-Victor-de-Buthon est une commune française située dans le département d'Eure-et-Loir en région Centre-Val de Loire.

## Géographie

### Situation

Situation géographique
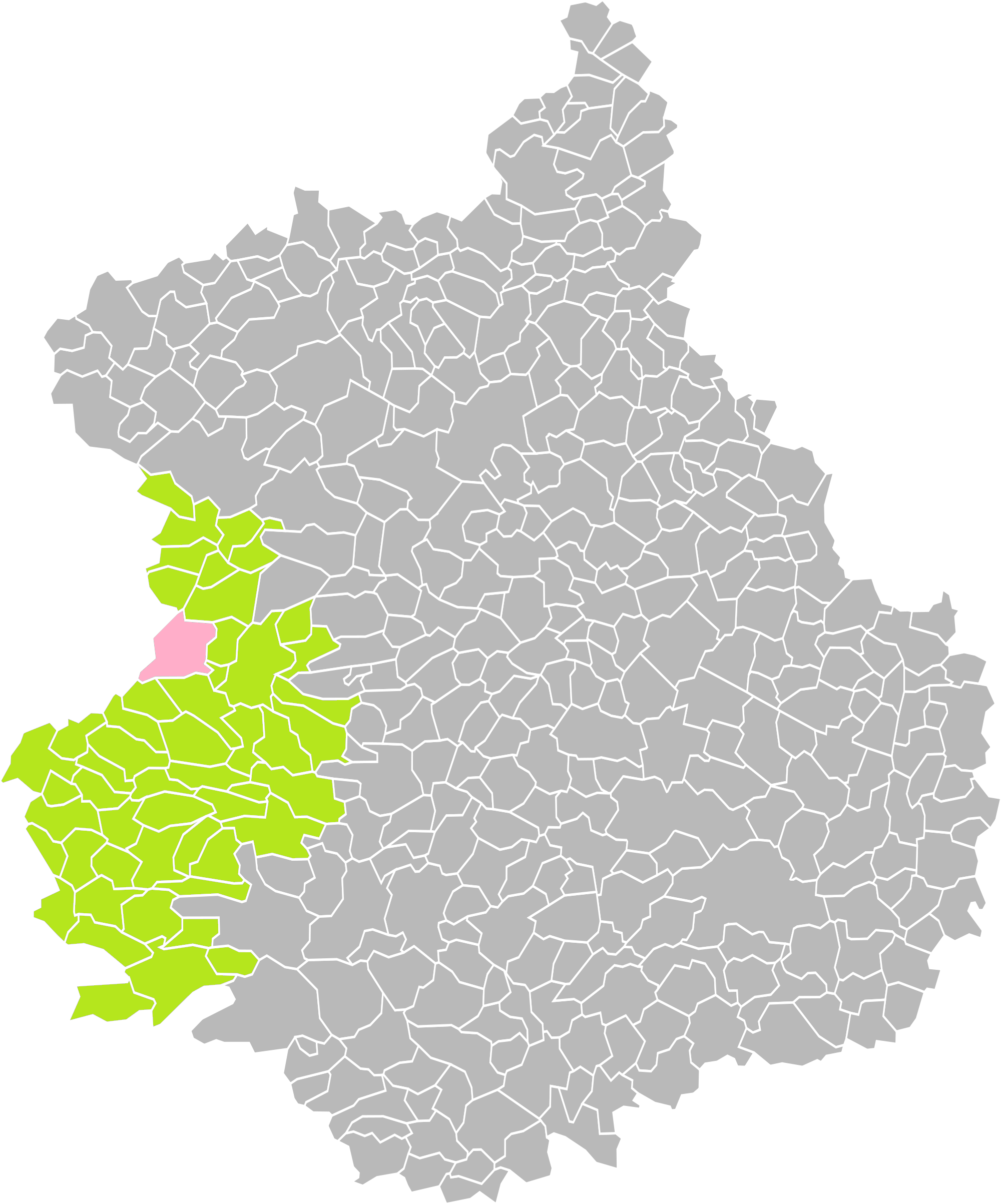
Saint-Victor-de-Buthon dans son arrondissement.
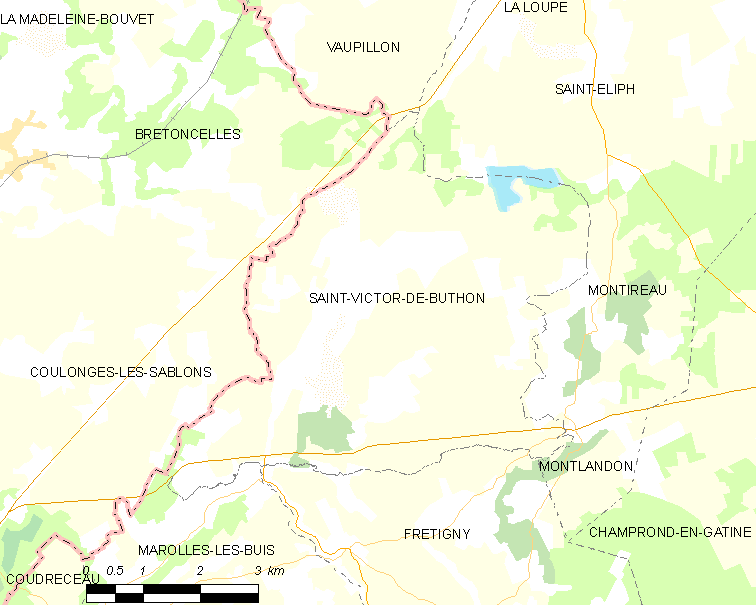
Carte de la commune de Saint-Victor-de-Buthon.

### Communes et département limitrophes
| Bretoncelles (Orne)          | Vaupillon              | Saint-Éliph                     |
| Coulonges-les-Sablons (Orne) | Saint-Victor-de-Buthon | Montireau                       |
| Marolles-les-Buis            | Frétigny               | Montlandon, Champrond-en-Gâtine |

### Hameaux et écarts
- La Hurie.

### Hydrographie
La commune est bordée au sud par la rivière la Cloche, affluent en rive gauche de l'Huisne, sous-affluent du fleuve la Loire par la Sarthe et la Maine.

### Climat
Pour des articles plus généraux, voir Climat du Centre-Val de Loire et Climat d'Eure-et-Loir.
En 2010, le climat de la commune est de type climat océanique dégradé des plaines du Centre et du Nord, selon une étude du CNRS s'appuyant sur une série de données couvrant la période 1971-2000. En 2020, Météo-France publie une typologie des climats de la France métropolitaine dans laquelle la commune est exposée à un climat océanique altéré et est dans la région climatique  Normandie (Cotentin, Orne), caractérisée par une pluviométrie relativement élevée (850 mm/a) et un été frais (15,5 °C) et venté. 
Pour la période 1971-2000, la température annuelle moyenne est de 10,2 °C, avec une amplitude thermique annuelle de 14,2 °C. Le cumul annuel moyen de précipitations est de 763 mm, avec 12,4 jours de précipitations en janvier et 8 jours en juillet. Pour la période 1991-2020, la température moyenne annuelle observée sur la station météorologique de Météo-France la plus proche, sur la commune de La Loupe à 8 km à vol d'oiseau, est de 11,0 °C et le cumul annuel moyen de précipitations est de 718,0 mm,. Pour l'avenir, les paramètres climatiques de la commune estimés pour 2050 selon différents scénarios d'émission de gaz à effet de serre sont consultables sur un site dédié publié par Météo-France en novembre 2022.

## Urbanisme

### Typologie
Au 1er janvier 2024, Saint-Victor-de-Buthon est catégorisée commune rurale à habitat très dispersé, selon la nouvelle grille communale de densité à 7 niveaux définie par l'Insee en 2022.
Elle est située hors unité urbaine et hors attraction des villes,.

### Occupation des sols
L'occupation des sols de la commune, telle qu'elle ressort de la base de données européenne d’occupation biophysique des sols Corine Land Cover (CLC), est marquée par l'importance des territoires agricoles (92,8 % en 2018), une proportion identique à celle de 1990 (92,8 %). La répartition détaillée en 2018 est la suivante : 
terres arables (66,6 %), prairies (21,2 %), forêts (6,1 %), zones agricoles hétérogènes (5 %), eaux continentales (1,1 %). L'évolution de l’occupation des sols de la commune et de ses infrastructures peut être observée sur les différentes représentations cartographiques du territoire : la carte de Cassini (XVIIIe siècle), la carte d'état-major (1820-1866) et les cartes ou photos aériennes de l'IGN pour la période actuelle (1950 à aujourd'hui).

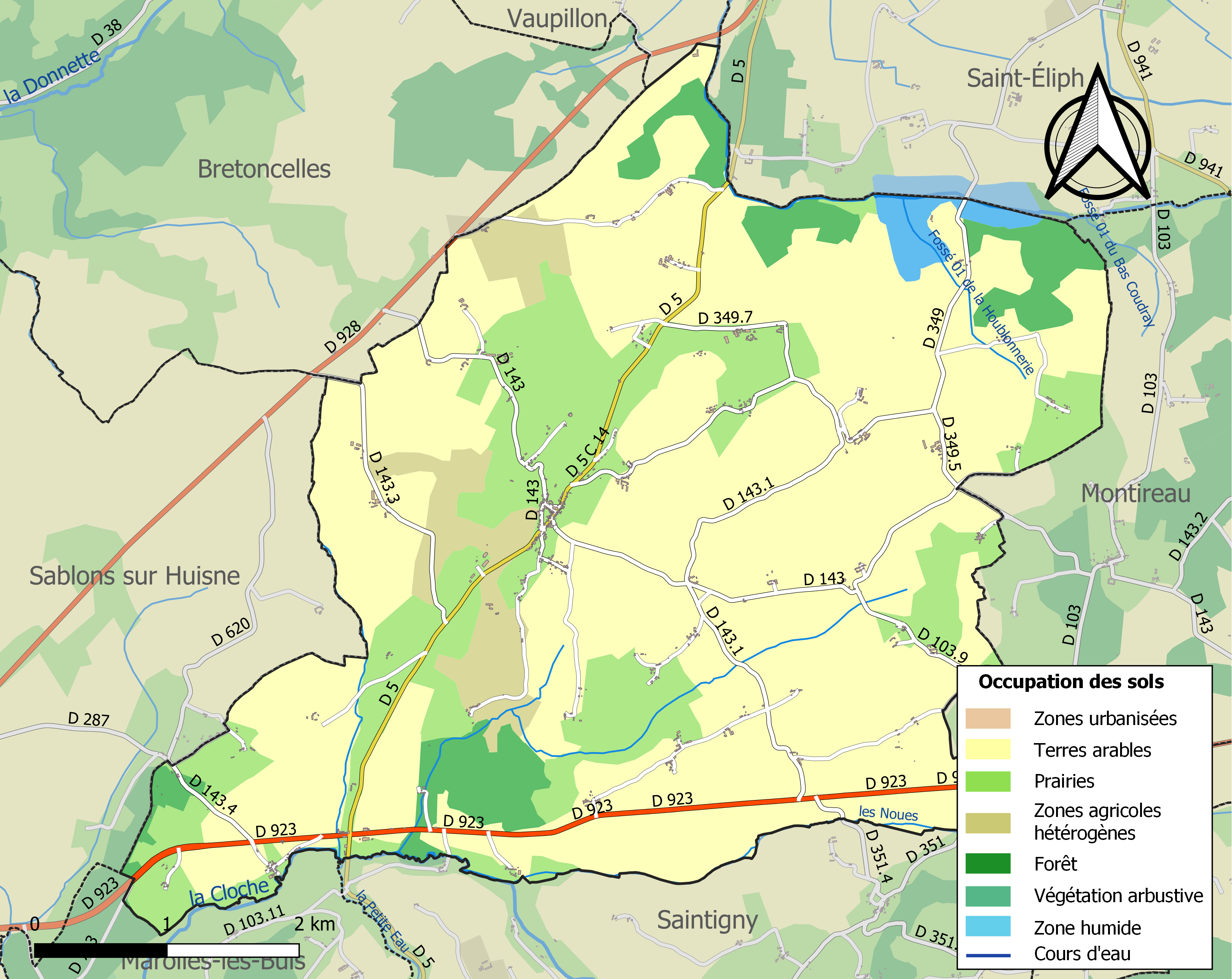
Carte des infrastructures et de l'occupation des sols de la commune en 2018 (CLC).

### Risques majeurs
Le territoire de la commune de Saint-Victor-de-Buthon est vulnérable à différents aléas naturels : météorologiques (tempête, orage, neige, grand froid, canicule ou sécheresse), inondations, mouvements de terrains et séisme (sismicité très faible). Il est également exposé à un risque technologique, le transport de matières dangereuses. Un site publié par le BRGM permet d'évaluer simplement et rapidement les risques d'un bien localisé soit par son adresse soit par le numéro de sa parcelle.

#### Risques naturels
Certaines parties du territoire communal sont susceptibles d’être affectées par le risque d’inondation par débordement de cours d'eau, notamment la Cloche et le ruisseau de l'Ancien étang de Pot de Vin. La commune a été reconnue en état de catastrophe naturelle au titre des dommages causés par les inondations et coulées de boue survenues en 1999,.

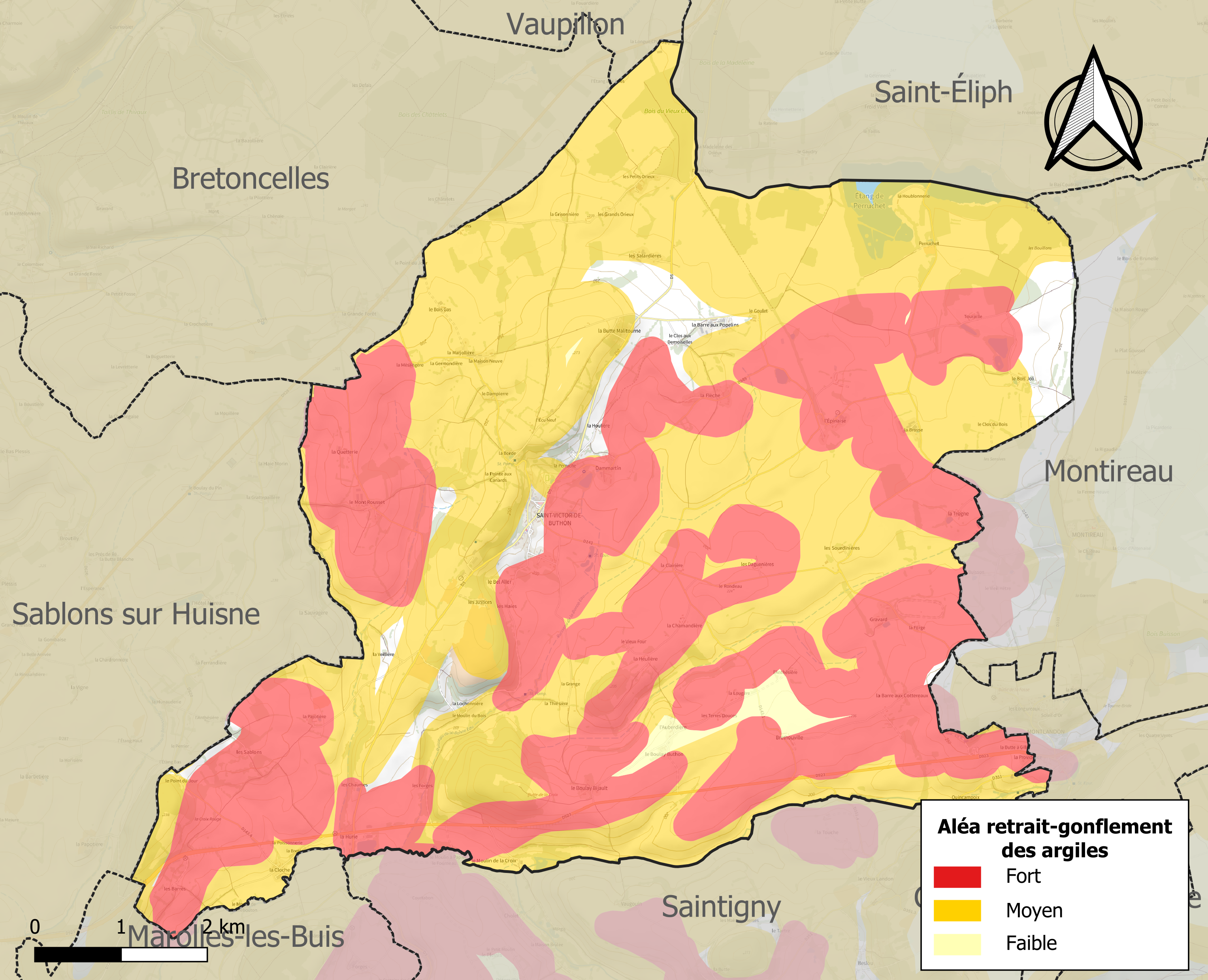
Carte des zones d'aléa retrait-gonflement des sols argileux de Saint-Victor-de-Buthon.

Les mouvements de terrains susceptibles de se produire sur la commune sont des effondrements généralisés de terrains miniers.
Le retrait-gonflement des sols argileux est susceptible d'engendrer des dommages importants aux bâtiments en cas d’alternance de périodes de sécheresse et de pluie. 93,5 % de la superficie communale est en aléa moyen ou fort (52,8 % au niveau départemental et 48,5 % au niveau national). Sur les 318 bâtiments dénombrés sur la commune en 2019, 233 sont en aléa moyen ou fort, soit 73 %, à comparer aux 70 % au niveau départemental et 54 % au niveau national. Une cartographie de l'exposition du territoire national au retrait gonflement des sols argileux est disponible sur le site du BRGM,.
Concernant les mouvements de terrains, la commune a été reconnue en état de catastrophe naturelle au titre des dommages causés par la sécheresse en 2020 et par des mouvements de terrain en 1999.

#### Risques technologiques
Le risque de transport de matières dangereuses sur la commune est lié à sa traversée par des infrastructures routières ou ferroviaires importantes ou la présence d'une canalisation de transport d'hydrocarbures. Un accident se produisant sur de telles infrastructures est en effet susceptible d’avoir des effets graves au bâti ou aux personnes jusqu’à 350 m, selon la nature du matériau transporté. Des dispositions d’urbanisme peuvent être préconisées en conséquence.

## Toponymie
Le nom de la localité est attesté sous la forme Sanctus Victurius en 1128.
Saint-Victor est un hagiotoponyme qui fait référence à saint Victeur, évêque du Mans à la fin du Ve siècle.
L'appellation Buthon vient de la situation du bourg bâti en amphithéâtre sur les flancs d'une butte ou colline assez escarpée. Une certaine partie du haut du bourg a d'ailleurs conservé le nom de « la butte » (la Butte Malitourne).
Victor-la-Montagne à la Révolution française.

## Histoire

### Ancien Régime
Village fondé sur la base d'une motte féodale sur laquelle demeurent quelques vestiges de murs anciens, certainement d'une demeure seigneuriale, configuration fréquente dans ce secteur (Rivray, Bretoncelles...)

## Politique et administration

### Liste des maires
| Période                                  | Période  | Identité             | Étiquette | Qualité                              |
| ---------------------------------------- | -------- | -------------------- | --------- | ------------------------------------ |
| 2001                                     | 2008     | Bernard Moreau       |           |                                      |
| 2008                                     | En cours | Jean-Michel Cerceau, |           | Agriculteur sur moyenne exploitation |
| Les données manquantes sont à compléter. |          |                      |           |                                      |

## Population et société

### Démographie
L'évolution du nombre d'habitants est connue à travers les recensements de la population effectués dans la commune depuis 1793. Pour les communes de moins de 10 000 habitants, une enquête de recensement portant sur toute la population est réalisée tous les cinq ans, les populations de référence des années intermédiaires étant quant à elles estimées par interpolation ou extrapolation. Pour la commune, le premier recensement exhaustif entrant dans le cadre du nouveau dispositif a été réalisé en 2006.

En 2022, la commune comptait 509 habitants, en évolution de −0,97 % par rapport à 2016 (Eure-et-Loir : −0,23 %, France hors Mayotte : +2,11 %).
| 1793  | 1800 | 1806  | 1821  | 1831  | 1836  | 1841  | 1846  | 1851  |
| ----- | ---- | ----- | ----- | ----- | ----- | ----- | ----- | ----- |
| 1 042 | 859  | 1 074 | 1 047 | 1 050 | 1 066 | 1 148 | 1 083 | 1 136 |

| 1856  | 1861 | 1866  | 1872 | 1876 | 1881 | 1886 | 1891 | 1896 |
| ----- | ---- | ----- | ---- | ---- | ---- | ---- | ---- | ---- |
| 1 038 | 984  | 1 010 | 990  | 950  | 878  | 868  | 859  | 853  |

| 1901 | 1906 | 1911 | 1921 | 1926 | 1931 | 1936 | 1946 | 1954 |
| ---- | ---- | ---- | ---- | ---- | ---- | ---- | ---- | ---- |
| 840  | 850  | 802  | 740  | 754  | 728  | 656  | 678  | 591  |

| 1962 | 1968 | 1975 | 1982 | 1990 | 1999 | 2006 | 2011 | 2016 |
| ---- | ---- | ---- | ---- | ---- | ---- | ---- | ---- | ---- |
| 613  | 555  | 482  | 471  | 454  | 461  | 529  | 512  | 514  |

| 2021 | 2022 | - | - | - | - | - | - | - |
| ---- | ---- | - | - | - | - | - | - | - |
| 507  | 509  | - | - | - | - | - | - | - |

## Culture locale et patrimoine

### Lieux et monuments

#### Église Saint-Victor et Saint-Gilles
Inscrit MH (1990).
D'origine romane, on peut encore apercevoir dans certaines parties de la muraille septentrionale des contours de petites fenêtres qui ont été bouchées au XVe siècle pour laisser place à de grandes fenêtres ogivales à meneaux. Il subsiste aussi l'abside et quelques contreforts même si ces derniers semblent plus récents (XIIIe siècle).
L'église a été pratiquement doublée par la construction de cinq bas-côtés au XVIe siècle. Sous l'impulsion de l'abbé Tondut, une sacristie fut construite en 1856 dans l'angle formé par le chevet de la grande nef et l'extrémité du collatéral. En 1870-1872, il a remplacé la voûte lambrissée tombant en ruine par une voûte en briques et plâtre. En 1879, il fit construire le clocher actuel remplaçant l'ancien en bois, recouvert d'ardoise et typique du Perche. Il existait auparavant des vitraux du XVIe siècle, mais le bombardement du 13 juin 1940 les a totalement détruits.
- Ensemble du maître-autel du XVIIe siècle,  Classé MH (2000)[28], comprenant : 
  - Tableau : l'Adoration des Mages (copie du tableau de Rubens).
  - Tabernacle du maître-autel en bois peint et doré datant de 1687.
  - Retable, 2 statues : saint Gilles, saint Victor.
- Clouaison, équivalent du jubé des cathédrales symbolisant la séparation des clercs et des laïcs, exemple unique dans le département d'Eure-et-Loir.
- Vitrail représentant la Vierge à l'Enfant datant du XVIe siècle.
- Chemin de croix peint sur verre en 2005 par Doïna Moraru, artiste roumaine.
- Reliquaire de sainte Amérine.

#### Manoir et étangs de Perruchet
Il s'agit d'une propriété privée.

Lieux et monuments de Saint-Victor-de-Buthon
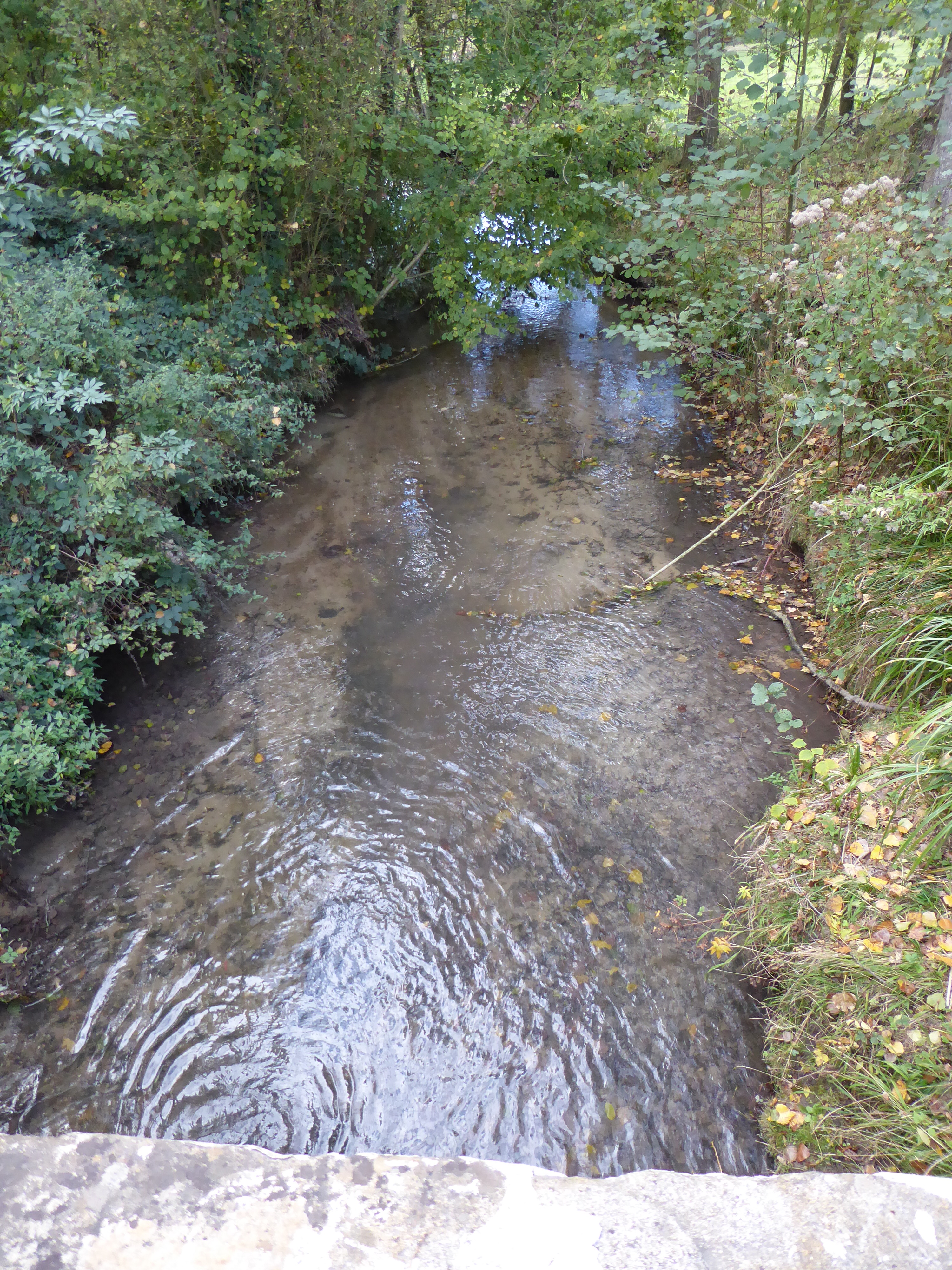
La Cloche à La Hurie, vue vers l'aval.
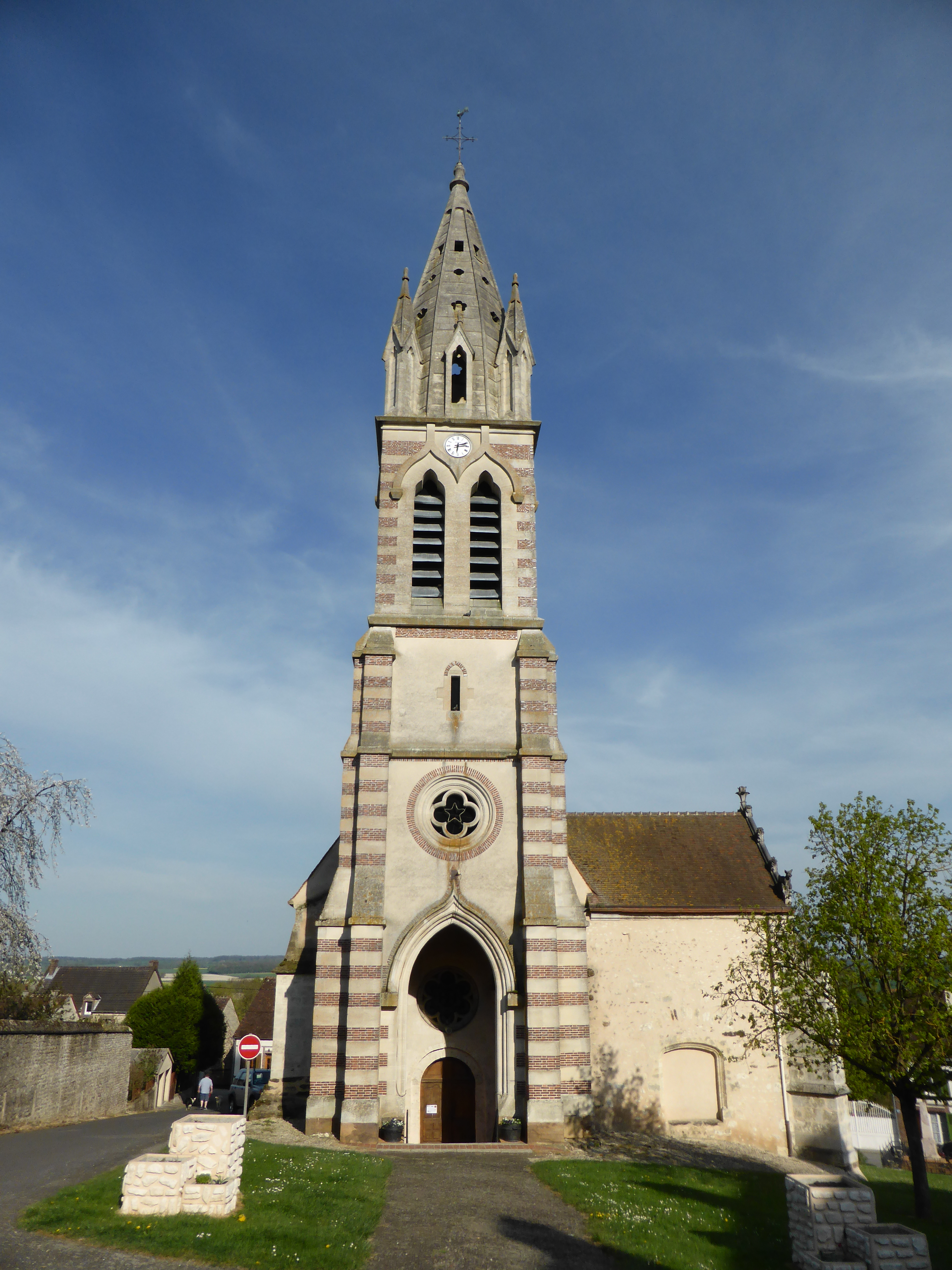
Église Saint-Gilles-et-Saint-Victor.
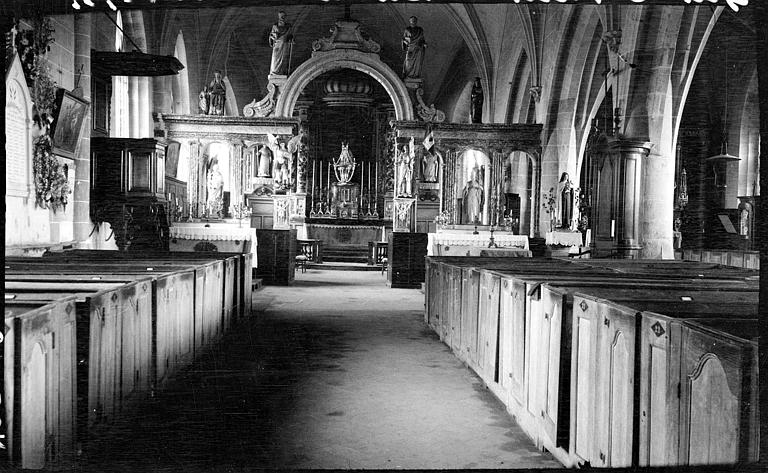
Église Saint-Victor, vue de la nef en direction du chœur, par Lucien Roy (1931).
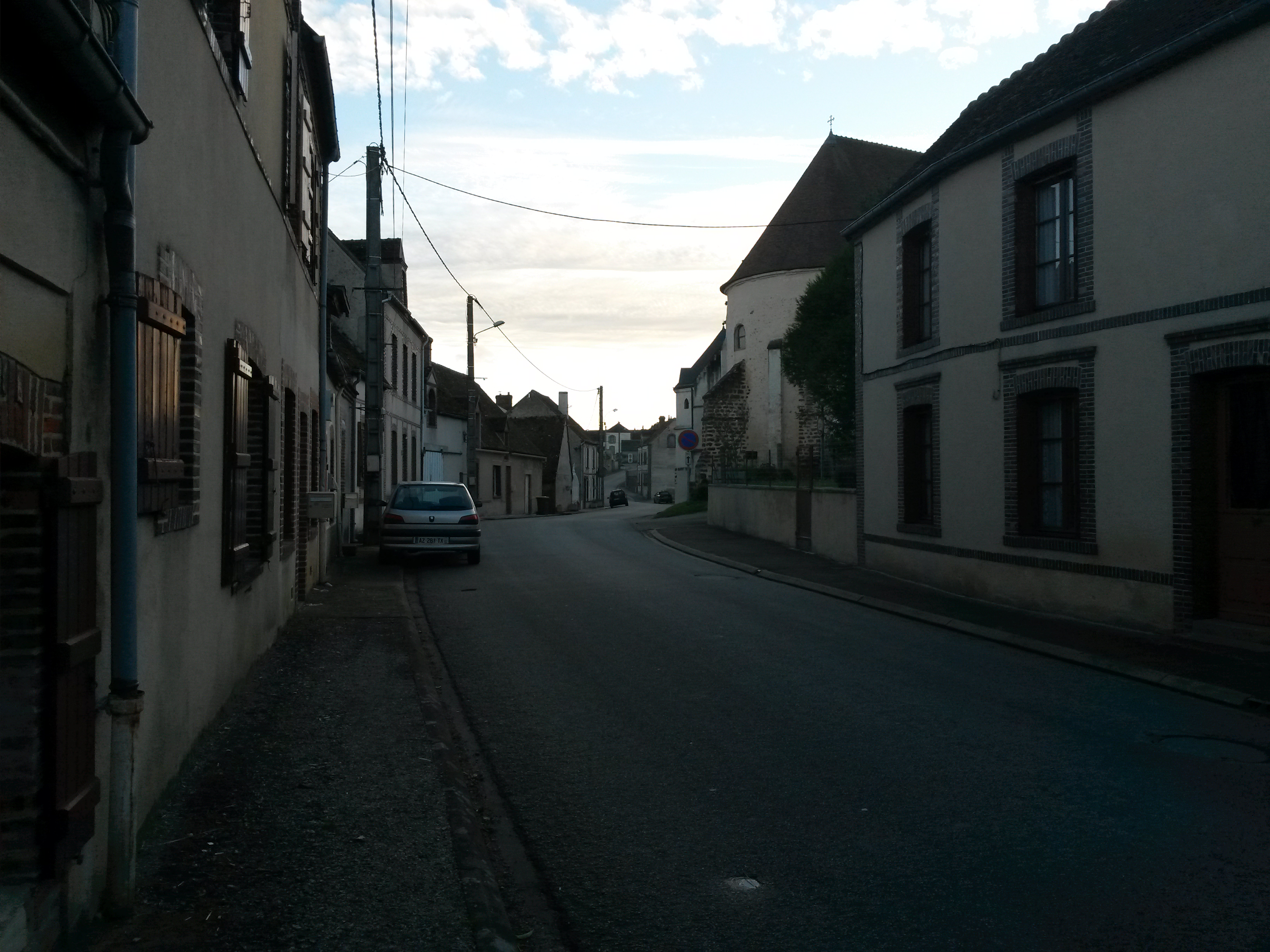
Rue principale de Saint-Victor-de-Buthon.
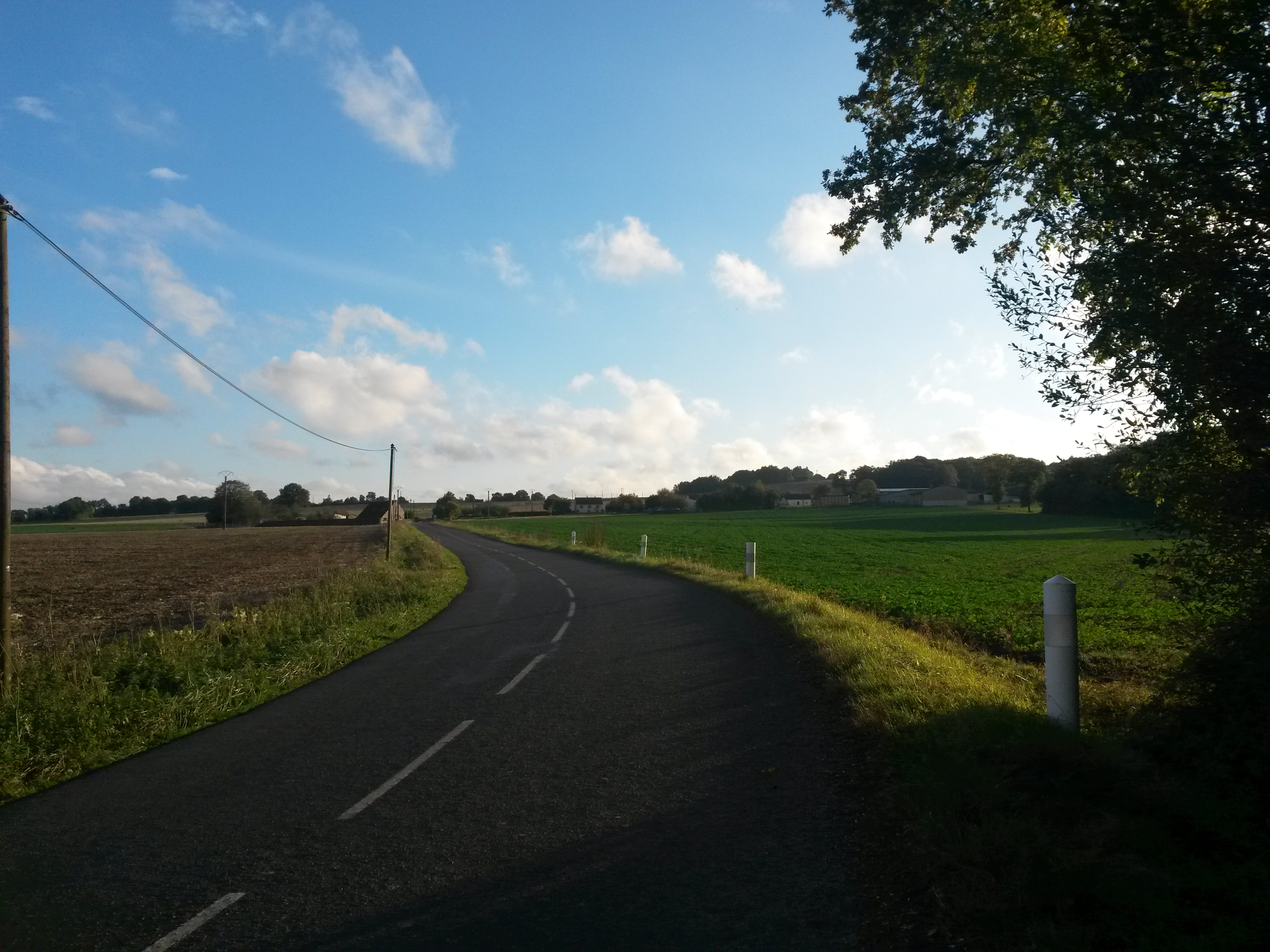
Route à travers les champs près de Saint-Victor-de-Buthon.

### Personnalités liées à la commune
- Claire Cordhilac, auteur sous le nom de Veillères de nombreux ouvrages dont Une poule rousse et autres nouvelles (éditions du Contrefort, Nogent-le-Rotrou), prix de la nouvelle de l'Académie française 2017 et membre de l'Académie Pégase, habite la commune[29].